# Philosindia
Philosindia är ett släkte av steklar. Philosindia ingår i familjen sköldlussteklar.
Kladogram enligt Catalogue of Life:
| Philosindia | \| \| Philosindia inglisiae \| \| \| \| \| \| Philosindia longicornis \| \| \| \| |
|             | \| \| Philosindia inglisiae \| \| \| \| \| \| Philosindia longicornis \| \| \| \| |
|             | Philosindia inglisiae                                                             |
|             |                                                                                   |
|             | Philosindia longicornis                                                           |
|             |                                                                                   |